# Coelopa ursina
Coelopa ursina är en tvåvingeart som först beskrevs av Christian Rudolph Wilhelm Wiedemann 1824.  Coelopa ursina ingår i släktet Coelopa och familjen tångflugor. Inga underarter finns listade i Catalogue of Life.